# 興隆鎮 (新晃侗族自治縣)
兴隆镇，是中华人民共和国湖南省怀化市新晃侗族自治县下辖的一个乡镇级行政单位。

## 行政区划
兴隆镇下辖以下地区：
桥东社区、桥西社区、新村、太阳山村、林溪冲村、柏树林村、民主村、民生村、沙湾村、长乐坪村、大群村、崇仁寨村、禾公村、半溪村、浮漂田村、枫木湾村、禾排村、乌木溪村、丁字坳村、塘洞村、建新村、胜利村和石家坪村。